# Erik Mongrain
Erik Mongrain (Montreal, 12 de abril de 1980) é um compositor e guitarrista canadense, conhecido pelo seu estilo acústico único e pelo uso da técnica tapping com ambas as mãos.

## Biografia
Erik Mongrain aprendeu violão aos 14 anos de idade. Quando garoto, ele estava interessado principalmente em esportes, mas se interessou pelo violão e começou a aprender sozinho a tocar de ouvido. Erik começou a tocar a guitarra elétrica, mas desenvolveu um interesse em guitarra clássica e violão depois de ouvir o trabalho de Johann Sebastian Bach. Ele aprendeu sozinho a ler música e começou a compor.
Erik Mongrain foi inspirado no início pelo trabalho de Metallica, Jimi Hendrix e Kurt Cobain.

## Discografia
- 2008 - Equilibrium
- 2007 - Fates
- 2005 - Un paradis quelque part
- 2005 - Les pourris de talent

## Multimédia
- Erik Mongrain - AirTap!
- Erik Mongrain - Fusions
- Erik Mongrain - Timeless
- Erik Mongrain - I Am Not
- Erik Mongrain - PercussienFa
- Erik Mongrain - The Silent Fool
- Erik Mongrain - A Ripple Effect